# 铁道学院站
铁道学院站位于中华人民共和国湖南省长沙市天心区林大路与芙蓉南路交叉口地下，是长沙地铁1号线的地铁车站，南北向布置，因邻近的中南大学铁道学院（原长沙铁道学院）而得名，地下三层结构，于2016年6月28日开通。

## 车站结构

### 车站楼层
| 地下 一层 | 站厅层                              | 站厅、售票机、客服中心、出入口       |  |
| 地下 二层 | 设备层                              |                                      |  |
| 地下 三层 |                                     | 1号线列车往金盆丘 （下一站：涂家冲） |  |
| 地下 三层 | 岛式月台，左边车门将会开启          |                                      |  |
| 地下 三层 | 1号线列车往尚双塘（下一站：友谊路） |                                      |  |

### 车站出口
| 出口编号                              | 照片 | 无障碍设施 | 通往道路 | 可到达目的地 | 备注 |
| ------------------------------------- | ---- | ---------- | -------- | ------------ | ---- |
| 出口 · 1L · 扶手电梯标志              |      | 不適用     |          |              |      |
| 出口 · 2L · 升降机标志 · 扶手电梯标志 |      |            |          |              |      |
| 出口 · 3L · 扶手电梯标志              |      | 不適用     |          |              |      |
| 出口 · 4L · 扶手电梯标志              |      | 不適用     |          |              |      |
| 註： 設有 \| 設有扶手電梯             |      |            |          |              |      |

## 车站周边
- 铁道学院
- 天虹百货
- 湖南开放大学
- 长沙爱尔眼科医院
- 中南林业科技大学